# Philibert François Rouxel de Blanchelande

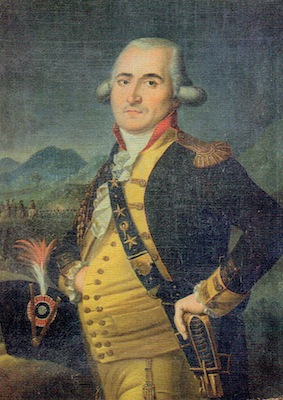
Philibert François Rouxel de Blanchelande
(Porträt von François Malepart de Beaucourt)

Philibert (oder Philippe) François Rouxel, Vicomte de Blanchelande (*  21. Februar 1735 in Dijon; † 15. April 1793 in Paris) war ein französischer General und Gouverneur der Kolonie Saint-Domingue zu Beginn der Sklavenaufstände im August 1791, mit denen die Revolte und schließlich die Unabhängigkeit der Kolonie ihren Anfang nahm.

## Leben
Philibert François Rouxel de Blanchelande wurde 1735 als Kind des Offiziers Claude Rouxel de Blanchelande, Sohn des Marschall von Frankreich Jacques Léonor Rouxel, und Catherine Braconnier geboren.
1781 nahm Blanchelande den Briten die Inseln Tobago und Trinidad ab und diente dort anschließend bis 1784 als Gouverneur. Später wurde er militärischer Berater der Regierung der Leeward-Inseln. Am 9. März 1788 wurde er zum General befördert.
Er trat 1790 als Gouverneur von Saint-Domingue die Nachfolge von Antoine de Thomassin de Peynier an. Während seiner Amtszeit begann infolge der Zeremonie von Bois-Caïman am 14. August 1791 der Sklavenaufstand im Norden der Kolonie. Blanchelande führte die Streitkräfte an, die den von Dutty Boukman angeführten Aufstand niederschlagen sollten.
Er wurde auf Befehl von Leger-Félicité Sonthonax am 17. September 1792 nach Frankreich zurückbeordert. Seine Nachfolge trat Jean Jacques Pierre d'Esparbès de Lussan an. Blanchelande wurde vorgeworfen, die konterrevolutionäre Partei in Frankreich begünstigt zu haben. Er wurde von dem Revolutionstribunal am 11. April 1793 zum Tode verurteilt und auf der Guillotine hingerichtet.